# Resolució 2132 del Consell de Seguretat de les Nacions Unides
La Resolució 2132 del Consell de Seguretat de les Nacions Unides, fou adoptada per via d'urgència per unanimitat el 24 de desembre de 2013, després que esclatessin hostilitats internes greus al Sudan del Sud. Per consegüent, el Consell de Seguretat va decidir ampliar la Missió de les Nacions Unides al Sudan del Sud (UNMISS) amb 5.500 efectius i 432 agents.

## Antecedents
El 2011, Sudan del Sud es va independitzar del Sudan després de diverses dècades de conflicte a la zona rica en petroli. A la darreria de 2013, però, va sorgir una crisi política entre el president Salva Kiir Mayardit i l'exvicepresident Riek Machar, que va provocar massacres i violència ètnica. El 24 de desembre de 2013 unes 45.000 persones buscaren protecció a les bases de la UNMISS al país i el personal de l'ONU també va descobrir fosses comunes.

## Observacions
El Consell estava alarmat per l'empitjorament de la situació i la crisi humanitària a Sudan del Sud, que va sorgir d'una disputa política i de la violència provocada pels líders del país. La lluita i la violència dirigides a grups específics de població ja havien provocat centenars de morts i la fugida de desenes de milers de persones. Els drets humans van ser violats per la milícia i els serveis de seguretat. També va condemnar els atacs contra la UNMISS. El 19 de desembre, un casc blau indi i almenys 20 civils van morir en un atac a Akobo quan els civils van buscar protecció a la UNMISS. Mentrestant, es va intentar iniciar un diàleg entre els líders del país.

## Actes
En primer lloc, es va demanar que cessessis immediatament les hostilitats i que s'iniciés un diàleg. Totes les parts havien de cooperar amb la UNMISS per implementar el seu mandat i protegir la població. El Consell estava d'acord amb la recomanació del Secretari General d'enfortir temporalment la UNMISS per tal de protegir la població i proporcionar ajuda d'emergència. El component militar de la missió es va estendre per tant a 12.500 homes i el component policial a 1.323 homes. Es va permetre al secretari general transferir tropes i equips d'altres operacions de l'ONU, com MONUSCO, UNAM, UNISFA, UNOCI i UNMIL. Finalment, es van animar als Estats membres a respondre a la demanda de més tropes i equipament.